# Валериан (габара)
«Валериан» — габара Черноморского флота Российской империи, одна из трёх габар одноимённого типа, головное судно серии. Во время службы по большей части использовалась в качестве транспортного и посыльного судна, принимала участие в войне с Францией 1798–1800 годов.

## Описание судна
Одна из трёх парусных габар одноимённого типа. Длина судна составляла 37,4 метра, ширина — 10,5 метра, а осадка 5 метров. Артиллерийское вооружение на судно не устанавливалось.

## История службы
Габара «Валериан» была спущена на воду со стапеля Кичкасской верфи в 1790 году и в том же году была включена в состав Черноморского флота России.
В кампании с 1791 по 1798 год использовалась для грузовых перевозок между портами Чёрного моря
Принимала участие в войне с Францией 1798–1800 годов. В кампанию 1799 года также совершала плавания по черноморским портам. В мае того же года вышла из Севастополя с грузом пороха для флота и «секретными предписаниями» адмиралу Ф. Ф. Ушакову на борту и по прибытии в Неаполь присоединилась к находившемуся там флоту. В кампанию следующего 1800 года габара вернулась в Севастополь.
С 1801 по 1804 год выходила в плавания в Чёрное море.
В кампании 1805 и 1806 годов совершала плавания между Глубокой пристанью и Севастополем.
В кампанию 1807 года вновь совершала плавания в Чёрном море.
Сведений о завершении службы габары «Валериан» в составе флота не сохранилось.

## Командиры судна
Командирами габары «Валериан» в составе Российского императорского флота в разное время служили:
- лейтенант С. И. Стулли (1798 год)[11];
- лейтенант М. Н. Кумани (до мая 1799 года)[12];
- капитан-лейтенант К. Ю. Патаниоти (с мая 1799 года по 1800 год)[13];
- лейтенант, а с 10 (22) февраля 1804 года капитан-лейтенант С. В. Подгаецкий (1801—1803 годы)[14];
- лейтенант И. И. Стожевский (1804 год)[15];
- капитан-лейтенант А. Э. Палеолог (1805 год)[16];
- капитан-лейтенант В. А. Рябинин (1805—1806 годы)[17];
- лейтенант Ф. Л. Рамклю (1807 год).